# Cyankalium och champagne
Cyankalium och champagne är en bok av Agatha Christie. Det engelska originalet Sparkling cyanide utkom 1945, först i USA med titeln Remembered Death, därefter samma år i Storbritannien, under författarens originaltitel. Den svenska översättningen av Lisbeth och Louis Renner kom 1946.
Romanen innehåller den återkommande karaktären överste Race i hans sista framträdande för att lösa de mystiska dödsfallen av ett gift par, med exakt ett års mellanrum. Handlingen i romanen härrör sig från novellen Gul iris.

## Handling
Ett år innan handlingen börjar satt sju personer och åt middag på restaurangen Luxemburg. En av dem, Rosemary Barton, reste sig aldrig. I stället kollapsade hon och dog. Rättsläkaren slog fast att hennes död var självmord genom förgiftning, på grund av en depression efter influensa. Men var och en av gästerna hade anledning att vilja se henne död:
- Iris, Rosemarys syster, hade nyligen fått veta att hon var den enda förmånstagaren till sin systers testamente.
- George, Rosemarys man, hade upptäckt hennes kärleksbrev till en annan man och hennes planer på att avsluta sitt äktenskap.
- Anthony Browne var en vän till Rosemary som hon av en slump hade upptäckt hade suttit i fängelse. Han var också kortvarigt förälskad i henne innan han blev attraherad av Iris.
- Stephen Farraday hade haft en affär med Rosemary, men blev senare förnärmad över hennes tillgivenhet för honom och fruktade att hon skulle förstöra hans karriär och hans äktenskap.
- Sandra, Stephens fru, hade hört talas om affären och oroade sig för att hennes man skulle lämna henne för Rosemary.
- Ruth Lessing, Georges sekreterare, skulle ha varit fri att gifta sig med honom med hans hustru ur vägen. I hemlighet hatade hon Rosemary.

Efter Rosemarys död flyttar hennes moster Lucilla Drake in hos George och Iris. Hon visar blind lojalitet mot sin son Victor, som ständigt ber familjen om pengar. Anthony återvänder till staden från en resa och blir vän med Iris. Sex månader senare får George anonyma brev där det står att Rosemary blivit mördad. George undersöker saken och bestämmer sig för att upprepa middagen på samma restaurang, med samma gäster, plus en skådespelerska som ser ut som hans avlidna fru, och som är tänkt att komma sent och skrämma mördaren till att göra en bekännelse. Några dagar efter ettårsdagen av Rosemarys död hålls middagen, till synes för att fira Iris artonårsdag. Skådespelerskan kommer inte och George dör vid bordet – förgiftad, liksom sin fru, av cyankalium i sin champagne. Hans död kunde ha bedömts som självmord, men George delade med sig av sin oro och en del av sin plan till sin vän överste Race.
Stephen förhörs av polisen, som misstänker honom för de två morden. Överste Race misstänker dock att Anthony dödade Rosemary för att tysta henne och jagar nu Iris för hennes rikedom, som hon ärvt från Rosemary. Men när han träffar honom inser han att Anthony inte alls är en brottsling, utan i själva verket är en regeringsagent. Iris erkänner för Anthony att hon efter Georges död upptäckte cyankalium i sin handväska, vilket fick det att se ut som om mördaren försökte sätta dit henne.
Efter ytterligare efterforskningar antar Race felaktigt att mördaren är Iris, men Anthony (efter ett trick med Races, Anthonys och kommissarie Kemps drinkar) har listat ut det hela.
Anthony inser att Iris var det tilltänkta offret, inte George, och Ruth konspirerade med Victor Drake (som hon hoppades kunna gifta sig med) för att försäkra sig om att han skulle ärva familjens pengar. Efter underhållningen utbringade George en skål för Iris, när alla utom hon smuttade på champagne. När gruppen lämnade bordet för att dansa tappade Iris sin väska. En ung servitör hämtar den och lägger den på sätet intill hennes. När gruppen i mörkret återvände till bordet satte sig Iris bredvid sin ursprungliga plats på grund av den borttappade väskan. Alla andra satt därför ett säte bort från där de var. George satt på Iris ursprungliga plats och drack den förgiftade champagnen. De anonyma breven till George skickades av Ruth, som sedan uppmuntrade honom att arrangera middagen på Luxembourg så att Victor och Ruth kunde döda Iris, liksom de dödade Rosemary. Som stöd för ett självmordsbeslut hade Ruth planterat ett paket cyanid i Iris väska, som hon tappade i golvet när hon drog ut näsduken, utan att röra vid den (inga fingeravtryck på den). Victor agerade servitör för att droppa giftet i champagnen under showen.
När denna plan misslyckas försöker Ruth köra över Iris med en bil, vilket den senare avfärdar som en olycka. Överste Race, tillsammans med polisen och Anthony, avslöjar sanningen i tid för att rädda Iris från Ruth. Hennes sista försök att döda Iris är att slå henne medvetslös i sovrummet, sedan sätta på gasen och lämna huset. Anthony och överste Race bryter sig in i Iris rum i sista stund och återupplivar henne.
Victor förs till New York på begäran av polisen och Ruth grips också. Fallet är löst och paret Farraday bekräftar sin kärlek till varandra och Iris och Anthony planerar att gifta sig.

## Karaktärer
- Rosemary Barton: Hustru till George Barton, som ärvde rikedom från sin gudfar. Hon dödades ett år innan den här historien.
- George Barton: Rosemarys make, femton år äldre än hon, som förblir Iris förmyndare efter hennes systers död.
- Överste Race: Utredare och vän till George Barton.
- Iris Marle: Tonårssyster till Rosemary, som kommer att ärva sin förmögenhet när hon gifter sig eller fyller tjugoett.
- Anthony Browne: Även känd som Tony Morelli.[4] Pojkvän till Iris, som arbetar för att lösa de många mordförsöken på henne.
- Stephen Farraday: Parlamentsledamot på uppgång som hade haft en kort men passionerad affär med Rosemary.
- Alexandra "Sandra" Farraday: Stephens fru, tidigare den minst gynnade dottern i en prestigefylld adelsfamilj.
- Lucilla Drake: Moster till Rosemary och Iris, som ärver om Iris dör barnlös och ogift.
- Victor Drake: Son till Lucilla Drake, en man med önskan att få pengar utan arbete.
- Ruth Lessing: Ung sekreterare till George. Hennes namn är en ordlek med ordet "hänsynslös - ruthless".
- Chloe West: Skådespelerska anlitad av George som har en viss likhet med Rosemary.

## En jämförelse mellan novellens och romanens utveckling
Handlingen i romanen är en utvidgning av en Hercule Poirot-novell med titeln "Gul iris", som tidigare hade publicerats i nummer 559 av Strand Magazine i juli 1937 och i bokform i The Regatta Mystery and Other Stories i USA 1939. Den publicerades i bokform i Storbritannien som Gul iris och andra mysterier 1991.
Fullängdsromanen har överste Race som den centrala undersökande karaktären i stället för Poirot, som hade den rollen i novellen. Romanen använder sig av novellens grunder, inklusive förgiftningsmetoden, men ändrar identiteten på gärningsmannen/gärningsmännen – inte första gången, när Christie skrev om sina egna verk.

## Litterär betydelse och mottagande
Boken recenserades inte i The Times Literary Supplement.
Maurice Richardson skrev i The Observer den 13 januari 1946: "Agatha Christies läsare är indelade i två grupper: för det första, fans som jag som kommer att stå ut med hur mycket som helst av käbbel för den stickande spänningens skull och den kraschande klangen av upplösningen; För det andra, gnällspikar som klagar på att det inte är rent spel och hur som helst finns det inget att göra åt det.
Ni fans, jag garanterar att ni kommer att bli ganska nöjda med Cyankalium och champagne. Den går inte att rankas bland hennes bästa romaner, men kretsen av misstänkta håller måttet och läsbarheten är hög."
En icke namngiven recensent i Toronto Star den 24 februari 1945 skrev: "Spänningen är väl underhållen och misstänksamheten väl delad. Även om detta mysterium saknar Hercule Poirot borde det ändå glädja alla Agatha Christie-fans, särskilt de som gillar mord på det snabba, sofistikerade sättet."
Robert Barnard: "Mord i det förflutna, tidigare accepterat som självmord. Överklassdam får sitt straff på en elegant restaurang i London, och maken går senare samma öde till mötes. Tvångsmässigt berättat, bedrägeristrategierna smarta som en ny nål, och i allmänhet väl upp till fyrtiotalsstandard. Men lösningen kräver mer sväljning än cyankaliumspetsad champagne."

## Bearbetningar

### TV
En amerikansk TV-film gjordes 1983; häri medverkar dock inte överste Race. Bland de medverkande skådespelarna återfinns Anthony Andrews och Harry Morgan. Handlingen har här flyttats till det nutida Kalifornien.
År 1993 filmades novellen Gul iris, som utgjorde grunden för romanen, som ett avsnitt i ITV-serien Agatha Christie's Poirot med David Suchet som Poirot.
2003 gjordes TV-filmen Sparkling Cyanide av ITV1, vilken är löst baserad på romanen. Återigen är handlingen placerad i nutid, där en fotbollsmanagers fru mördas på en restaurang. I denna adaption döptes överste Race om till överste Geoffrey Reece (Oliver Ford Davies) samt fick även en utredningspartner och fru, doktor Catherine Kendall (Pauline Collins). I övriga roller ses bland andra Kenneth Cranham, Jonathan Firth, Susan Hampshire, Rachel Shelley och James Wilby.
År 2013 anpassades den som ett avsnitt av den franska tv-serien Les Petits Meurtres d'Agatha Christie.

### Radio
År 2012 sändes en tredelad version av Joy Wilkinson på BBC Radio 4 regisserad av Mary Peate, med Naomi Frederick som Iris, Amanda Drew som Ruth, Colin Tierney som Anthony, James Lailey som Stephen, Sean Baker som överste Race och Jasmine Hyde som Rosemary.